# بوکاچو ۷۰
بوکاچو ۷۰ (انگلیسی: Boccaccio '70) فیلمی در ژانر کمدی به کارگردانی ویتوریو دسیکا، لوکینو ویسکونتی، فدریکو فلینی و ماریو مونیچلی است که در سال ۱۹۶۲ به نمایش درآمد. از بازیگران آن می‌توان به آنیتا اکبرگ، رومی اشنایدر و سوفیا لورن اشاره کرد. این اثر شامل چهار اپیزود، و هر کدام توسط یکی از کارگردان‌ها ساخته شده و همه در مورد جنبه‌ای متفاوت از اخلاق و عشق در دوران مدرن به سبک جووانی بوکاچو است.

## چکیده داستان

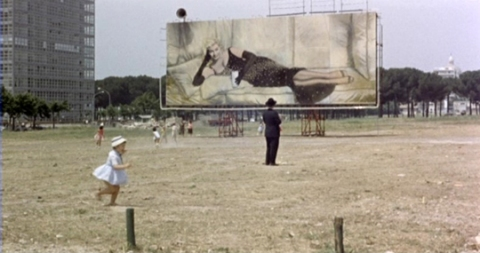
اپیزود وسوسه‌های دکتر آنتوان از فیلم بوکاچو ۷۰

چهار داستان معاصر با الهام از طنزهای هجو آمیز بوکاچو:
رنتسو و لوچانا
ایتالیا، دهه ۱۹۶۰ - رنتسو و لوچانا در یک شرکت بزرگ کار می‌کنند اما به‌دلیل قرارداد کاری لوچانا که تصریح می‌کند که او باید مجرد بماند و باردار نشود، آن‌ها به بهانه قرار ملاقات با دندانپزشک، به یک ازدواج مخفیانه بسنده می‌کنند. چون آن‌ها مجبورند وانمود کنند در طول روز یکدیگر را نمی‌شناسند تا اخراج نشوند و ناچارند با پدر و مادر لوچانا زندگی کنند و از این رو از داشتن حریم خصوصی واقعی محرومند؛ پس نمی‌توانند با هم باشند. فقط می‌ماند بیرون رفتن روزهای یکشنبه اما آن‌ها باید مراقب باشند با مافوق‌های خود روبرو نشوند و به‌ویژه که درست یکی از همین مافوق‌ها شروع کرده به اینکه بخواهد لوچانا را فریفته خود کند؛ چون لوچانا خودش گفته که دوست پسر ندارد و حالا نمی‌تواند اعتراف کند با مردی زندگی می‌کند …
وسوسه‌های دکتر آنتوان
پوستر تبلیغاتی «شیر بیشتری بنوشید!» که دکتر آنتوان پرهیزگار را وسوسه می‌کند.
دکتر آنتونیو ماززولو، مدافع سرکوب‌شده و سرسخت پرهیزگاری، وقت خود را صرف شکار عشاق نیمکت‌های عمومی می‌کند. روزی یک تابلوی آگهی تبلیغاتی در مقابل خانه‌اش می‌گذارند که در آن آنیتا اکبرگ ستاره سینما با سینه‌های برجسته‌اش در ژستی هوس‌برانگیز، مزایای شیر را می‌ستاید: «شیر بیشتری بنوشید!» (Bevete più latte). آنیتا وسوسه همه جایی و بزرگ روز و شب دکتر می‌شود. آنتونیو از شدت تمنای آنیتا بکلی عقلش را از دست می‌دهد؛ تا جایی که یک روز صبح آتش‌نشانان مجبور می‌شوند بروند و او را که رفته بالای تابلوی نشسته، از آن بالا پایین بیاورند و او را با آمبولانس ببرند.
کار
کنت اوتاویوی جوان که تازه ازدواج کرده، در شرکت دختران تلفنی غافلگیر می‌شود. اوتاویو که از واکنش همسرش پوپه می‌ترسد، شگفت‌زده می‌شود وقتی می‌بیند زنش به‌جای اینکه او را با ماشین تعقیب کند، به او توضیح می‌دهد که از آن زندگی بی‌فایده خسته شده و چون چیزی نصیبش نشده، از خودش می‌پرسد که بهتر نیست از این پس نفقه‌اش به نرخ معمول (و گزافی) که روسپیان می‌گیرند، به او پرداخت شود … یک کلام ختم کلام.
قرعه‌کشی
زوئه، مأمور جابجایی هدف که کارمند میدان تیراندازی برادرش است، از سوی بردار خود به‌عنوان جایزه به قرعه‌کشی گذاشته می‌شود تا ساده‌لوحان را جذب کند: برنده برگزارکننده آیین کلیسایی کوسپت خجالتی و درمانده است… اما پس از آن است که دختر زیبا عاشق گائتانوی حسود می‌شود.